# Standing NATO Maritime Group 1

Die Flagge der NATO

Die Standing NATO Maritime Group 1 (SNMG 1) ist ein ständiger maritimer Einsatzverband der NATO. Er untersteht innerhalb der NATO-Kommandostruktur dem Allied Command Operations, das die Führung an das Allied Maritime Command, kurz MARCOM in Northwood delegiert hat. Beide SNMG sind in die NATO Response Force eingegliedert.

## Geschichte

### Der Aufbau ständiger NATO-Verbände
Angesichts der als bedrohlich empfundenen Aufrüstung des Warschauer Pakts und insbesondere der Sowjetunion in den 1960er Jahren entschloss sich die NATO, multinationale Eingreifverbände aufzustellen. Diese Verbände waren ihr als NATO Command Forces bereits im Frieden für den Einsatz unterstellt und standen für sofortige Reaktionen in Krisensituationen zur Verfügung. Mit ihrem Einsatz sollten die Streitkräfte möglichst vieler NATO-Mitgliedstaaten an der Krisenbewältigung beteiligt werden, um Bündnissolidarität zu zeigen.
Als erster Eingreifverband war 1960 die Allied Command Europe Mobile Force (ACE Mobile Force/AMF) mit einer Land- (AMF/L) und einer Luftkomponente (AMF/A) geschaffen worden, die dem NATO-Kommandobereich Europa (ACE) unterstand. Als Marineäquivalent wurde 1968 die Standing Naval Force Atlantic (STANAVFORLANT/SNFL) unter dem NATO-Kommandobereich Atlantik (ACLANT) aufgestellt.

### Standing Naval Force Atlantic

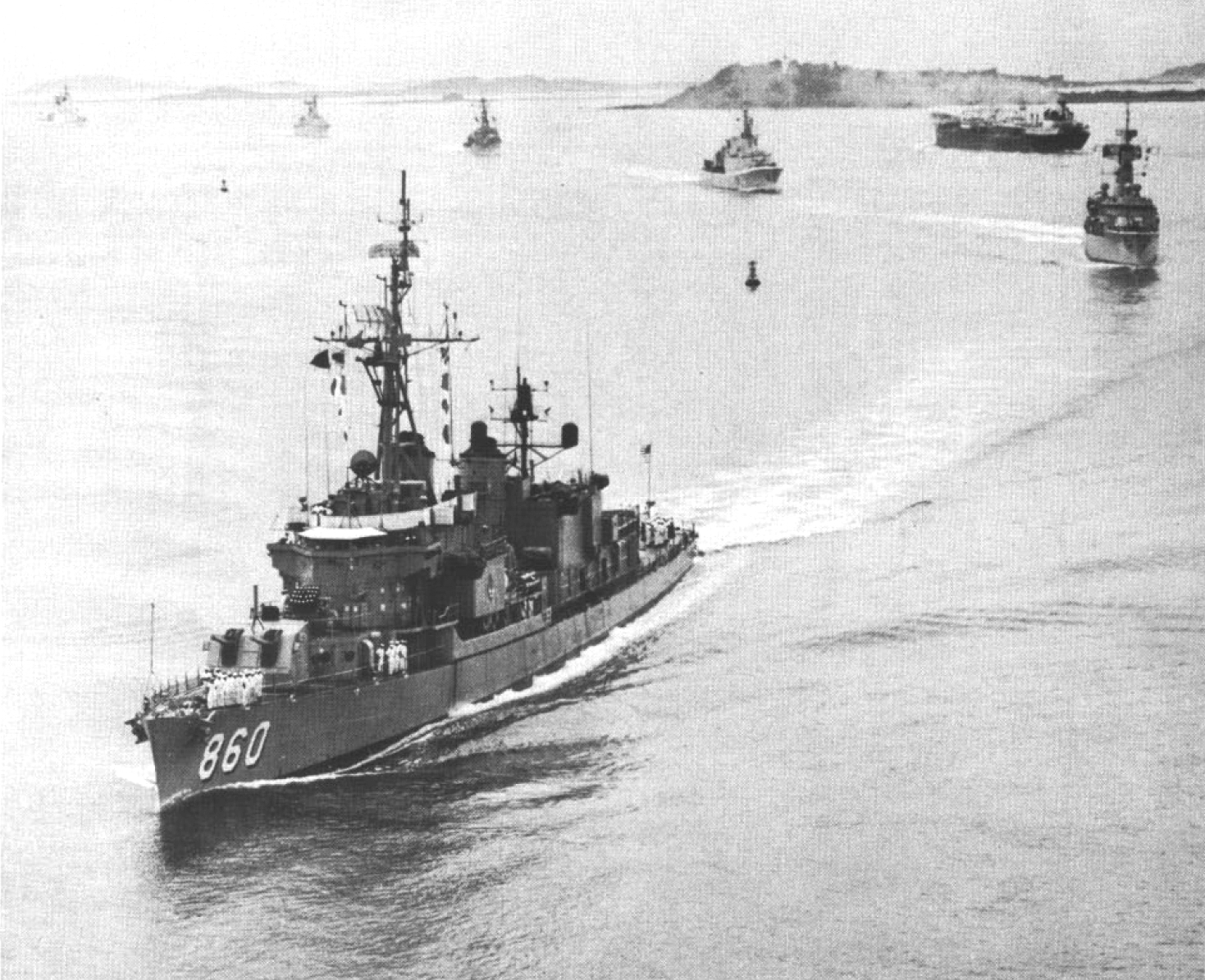
Schiffe der STANAVFORLANT im Hafen von Boston 1969

Die SNFL war Vorläufer der SNMG 1. Sie bestand aus Zerstörern und Fregatten und wurde am 13. Januar 1968 gegründet, nachdem zuvor der Einsatz eines gemeinsamen Übungsverbandes mit dem Namen Matchmaker (1965–1967) erprobt worden war. Dieser Verband ist der älteste, noch bestehende ständige Einsatzverband der NATO. Seit seiner Aufstellung fuhren über 500 Schiffe und mehr als 150.000 Seeleute unter seinem Kommando.
Der Verband unterstand im damaligen Kommandobereich Atlantik dem Befehlshaber Ostatlantik (CINCEASTLANT) in Northwood, Großbritannien. Ständige Teilnehmernationen waren die USA, Großbritannien, Kanada, die Niederlande und die Bundesrepublik Deutschland. Das Kommando wechselte zunächst zwischen den vier erstgenannten Nationen, die Bundesmarine verzichtete bis 1984 auf die Führung, weil sie grundsätzlich ACE unterstellt war. Die Marinen Norwegens, Dänemarks, Belgiens, Portugals und seit 1990 Spaniens beteiligen sich zeitweise an dem Verband. Aufgabe im Kalten Krieg war es, in Krisenfällen schnell als multinationaler Verband Bündnissolidarität demonstrieren zu können.
Der Verband wurde hauptsächlich im Nordatlantik eingesetzt. Mit dem Ende des Konflikts wurde die STANAVFORLANT auch, unter anderem 1993 für die Operation Sharp Guard (Mittelmeer), in anderen, angrenzenden Regionen eingesetzt. Dafür wurde die Flotte mit der Standing Naval Force Mediterranean und der Western European Union Maritime Contingency Force integriert. Diese Operation dauerte bis 1996, anschließend wurde der Verband wieder in den Atlantik verlegt.
2004 wurde die Gruppe in Standing NATO Response Force Maritime Group 1 umbenannt und die regionale Bindung aufgehoben. Gleichzeitig wurde der für den Mittelmeerraum zuständige Verband Standing Naval Force Mediterranean (STANAVFORMED) in Standing NATO Response Force Maritime Group 2 umbenannt. Als solche nahmen beide unter anderem an der Operation Active Endeavour teil. Die Bezeichnung wurde später auf Standing NATO Maritime Group verkürzt.

## Konzept

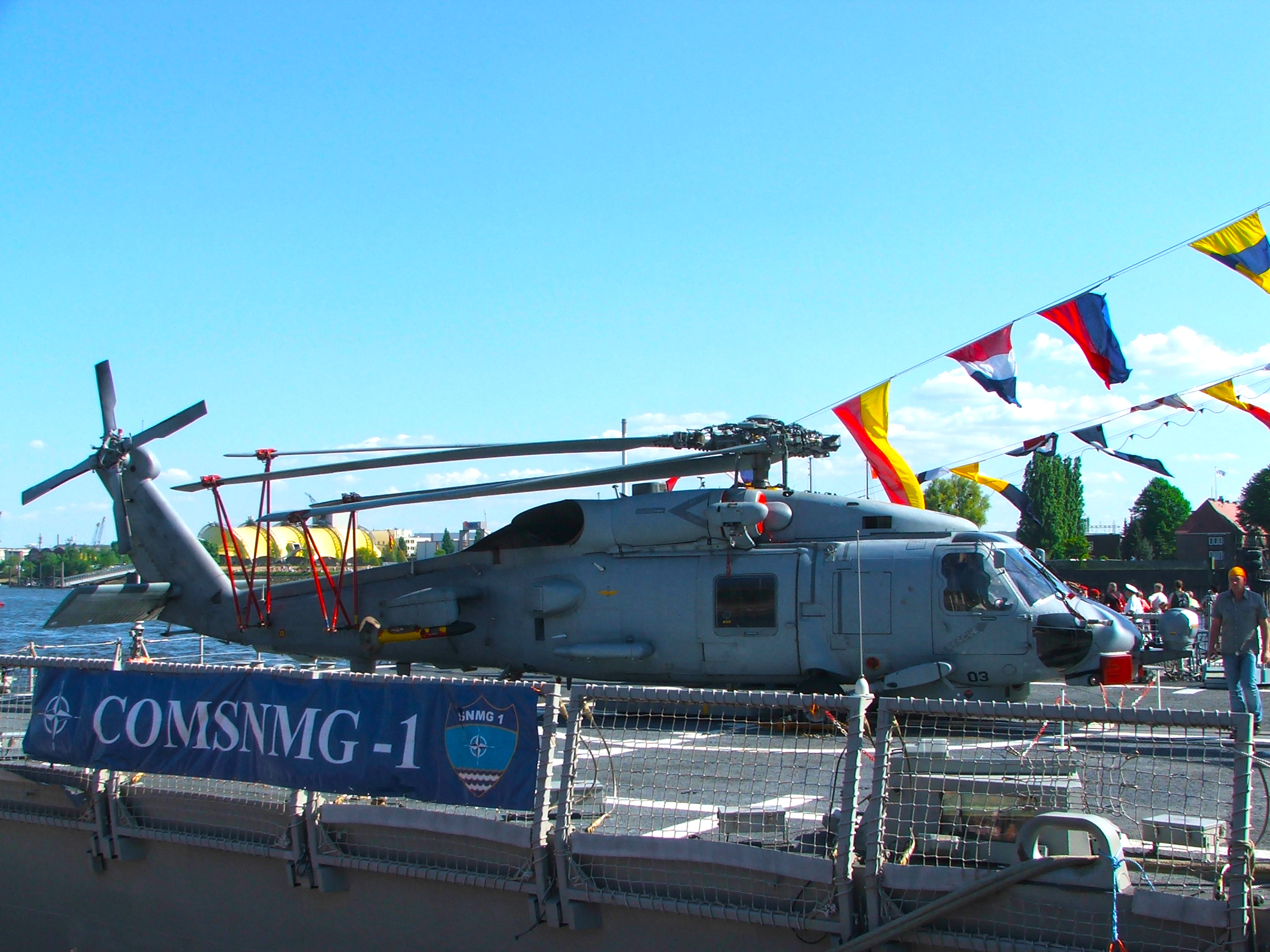
Logo des Kommandeurs der SNMG 1 am Achterschiff einer Fregatte

Ständige Mitglieder des jetzigen, sechs bis zehn Zerstörer, Kreuzer und Fregatten umfassenden Verbands sind die kanadische, deutsche, niederländische, britische und die amerikanische Marine, die jeweils ein Schiff abstellen. Der Verband wird zeitweise durch Einheiten aus anderen NATO-Nationen verstärkt.
Jährlich werden im Rahmen der Flotte Übungen abgehalten, die vor allem auch die multinationale Zusammenarbeit stärken sollen.

## Einsätze

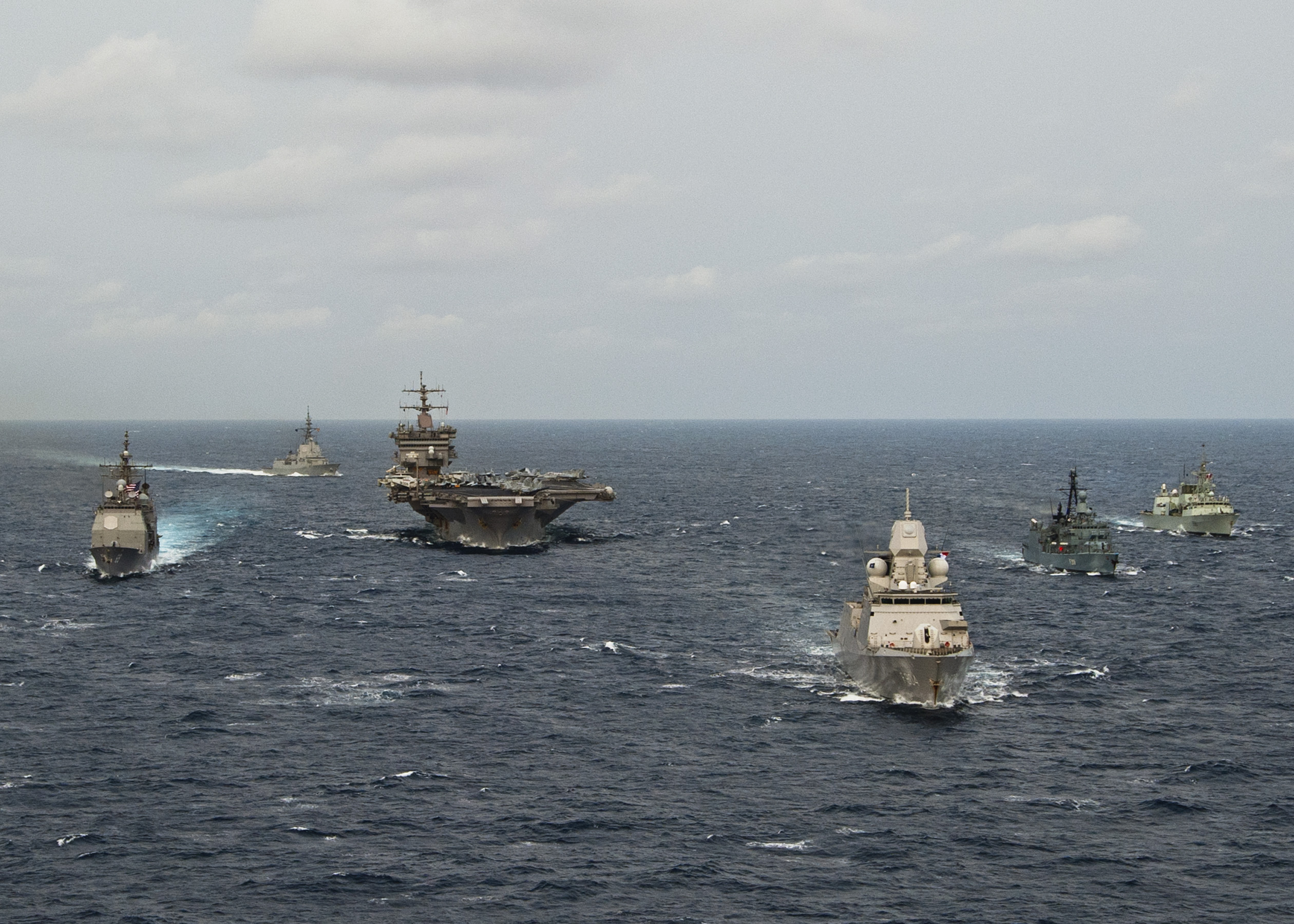
Schiffe der SNMG 1 in Formation mit der Vicksburg und der Enterprise während einer PASSEX-Übung im März 2012

Am Nachmittag des 30. September 2007 befand sich die SNMG 1 im Roten Meer auf dem Weg Richtung Suezkanal als sie von der Toronto alarmiert wurde, dass sich eine größere Explosion vor der Küste Jemens ereignet haben soll. Die Fregatten Álvares Cabral und Evertsen wurden vorausgeschickt und bestätigten so dem Rest des Einsatzverbands kurz darauf einen Vulkanausbruch auf der Insel Dschazirat Dschabal at-Tair. In Absprache mit der jemenitischen Küstenwache unterstützte die SNMG 1 die Rettungsaktionen vor Ort, bei denen die Einheiten Álvares Cabral, Bainbridge, Evertsen, Olfert Fischer, Spessart und Toronto die Gewässer im Umfeld der Insel nach Überlebenden absuchten. Auch der Super Lynx Mk.95-Bordhubschrauber der Álvares Cabral kam dabei zum Einsatz. Am Morgen des 1. Oktobers fanden und retteten die Bainbridge und die Toronto während der Suchaktion zwei überlebende jemenitische Soldaten aus dem Roten Meer.
Vom 24. März bis 29. Juni 2009 wurde die SNMG 1 von der NATO für die Operation Allied Protector eingesetzt, um am Horn von Afrika Handelsrouten vor Piratenangriffen im Golf von Aden zu schützen. Der Einsatzverband befand sich dabei unter dem Kommando des portugiesischen Konteradmirals Jose Pereira de Cunha und bestand aus den Kriegsschiffen Corte-Real, Winnipeg, De Zeven Provinciën, Blas de Lezo und Halyburton. Am 29. Juni 2009 wurde die SNMG 1 von der Standing NATO Maritime Group 2 abgelöst. Von November 2009 bis Dezember 2014 war die Standing NATO Maritime Group 1 insgesamt sechsmal an der Operation Ocean Shield beteiligt und wechselte sich dabei mit der SNMG 2 ab. Die Mission diente vor allem dem Schutz von Schiffen des Welternährungsprogramms der Vereinten Nationen vor Piraterie.
Von 23. bis 25. März 2012 führte die Standing NATO Maritime Group 1 eine PASSEX-Übung mit der Flugzeugträgerkampfgruppe Carrier Strike Group 12 der United States Navy durch. Die Übung fand unter der Führung der Enterprise im Mittelmeer statt. Die SNMG 1 selbst stand dabei unter dem Kommando von Commodore Ben Bekkering (Koninklijke Marine) und setzte sich aus den Fregatten Álvaro de Bazán, Charlottetown, Rheinland-Pfalz und dem Flaggschiff De Ruyter zusammen.

## Schiffe der SNMG 1
An der Gruppe beteiligte Schiffe im Jahr 2022[veraltet]:
| Jahr | Kommandeur                                                                               | Kennung | Name                   | Klasse                     | Schiffstyp                  | Teil des Einsatzverbands | Flaggschiff            |
| ---- | ---------------------------------------------------------------------------------------- | ------- | ---------------------- | -------------------------- | --------------------------- | ------------------------ | ---------------------- |
| 2022 | Commodore Ad van de Sande (7. Januar – 8. Juli) Commodore Jeanette Morang (seit 8. Juli) | L800    | Rotterdam              | Rotterdam-Klasse           | Amphibious Transport Dock   | 7. Januar – 4. Februar   | 7. Januar – 4. Februar |
| 2022 | Commodore Ad van de Sande (7. Januar – 8. Juli) Commodore Jeanette Morang (seit 8. Juli) | F362    | Peter Willemoes        | Iver-Huitfeldt-Klasse      | Flugabwehrfregatte          | 15. Januar – April       | –                      |
| 2022 | Commodore Ad van de Sande (7. Januar – 8. Juli) Commodore Jeanette Morang (seit 8. Juli) | F78     | HMS Kent               | Duke-Klasse                | Fregatte                    | 24. Januar – 4. Februar  | –                      |
| 2022 | Commodore Ad van de Sande (7. Januar – 8. Juli) Commodore Jeanette Morang (seit 8. Juli) | A 1411  | Berlin                 | Berlin-Klasse              | Einsatzgruppenversorger     | 4. Februar – April       | 4. Februar – April     |
| 2022 | Commodore Ad van de Sande (7. Januar – 8. Juli) Commodore Jeanette Morang (seit 8. Juli) | F831    | Van Amstel             | Karel-Doorman-Klasse       | Lenkwaffenfregatte          | 7. Februar – März        | –                      |
| 2022 | Commodore Ad van de Sande (7. Januar – 8. Juli) Commodore Jeanette Morang (seit 8. Juli) | F 262   | Erfurt                 | Braunschweig-Klasse        | Korvette                    | 2. März – Mai            | –                      |
| 2022 | Commodore Ad van de Sande (7. Januar – 8. Juli) Commodore Jeanette Morang (seit 8. Juli) | F802    | De Zeven Provinciën    | De-Zeven-Provinciën-Klasse | Flugabwehrfregatte          | 10. März – Juli          | April – 8. Juli        |
| 2022 | Commodore Ad van de Sande (7. Januar – 8. Juli) Commodore Jeanette Morang (seit 8. Juli) | F238    | HMS Northumberland     | Duke-Klasse                | Fregatte                    | März – 20. April         | –                      |
| 2022 | Commodore Ad van de Sande (7. Januar – 8. Juli) Commodore Jeanette Morang (seit 8. Juli) | D653    | Languedoc              | Aquitaine-Klasse           | Mehrzweckfregatte           | März – April             | –                      |
| 2022 | Commodore Ad van de Sande (7. Januar – 8. Juli) Commodore Jeanette Morang (seit 8. Juli) | L9015   | Dixmude                | Mistral-Klasse             | Amphibisches Angriffsschiff | März – April             | –                      |
| 2022 | Commodore Ad van de Sande (7. Januar – 8. Juli) Commodore Jeanette Morang (seit 8. Juli) | D646    | Latouche-Tréville      | Georges-Leygues-Klasse     | U-Jagd-Fregatte             | März – Mai               | –                      |
| 2022 | Commodore Ad van de Sande (7. Januar – 8. Juli) Commodore Jeanette Morang (seit 8. Juli) | FFH 330 | HMCS Halifax           | Halifax-Klasse             | Fregatte                    | 18. April – Juni         | –                      |
| 2022 | Commodore Ad van de Sande (7. Januar – 8. Juli) Commodore Jeanette Morang (seit 8. Juli) | A 1442  | Spessart               | Rhön-Klasse                | Betriebsstofftransporter    | seit April               | –                      |
| 2022 | Commodore Ad van de Sande (7. Januar – 8. Juli) Commodore Jeanette Morang (seit 8. Juli) | A833    | Karel Doorman          | Karel-Doorman-Typ          | Joint Support Ship          | seit 8. Mai              | seit 8. Juli           |
| 2022 | Commodore Ad van de Sande (7. Januar – 8. Juli) Commodore Jeanette Morang (seit 8. Juli) | F332    | NRP Corte-Real         | Vasco-da-Gama-Klasse       | Fregatte                    | seit 26. Mai             | –                      |
| 2022 | Commodore Ad van de Sande (7. Januar – 8. Juli) Commodore Jeanette Morang (seit 8. Juli) | F 218   | Mecklenburg-Vorpommern | Brandenburg-Klasse         | Fregatte                    | 30. Mai – 15. Juli       | –                      |
| 2022 | Commodore Ad van de Sande (7. Januar – 8. Juli) Commodore Jeanette Morang (seit 8. Juli) | F79     | HMS Portland           | Duke-Klasse                | Fregatte                    | seit 24. Juni            | –                      |
| 2022 | Commodore Ad van de Sande (7. Januar – 8. Juli) Commodore Jeanette Morang (seit 8. Juli) | F311    | KNM Roald Amundsen     | Fridtjof-Nansen-Klasse     | Fregatte                    | seit 4. August           | –                      |